# Nationaal park Kissama
Het Nationaal park Kissama of Nationaal park Quiçama (Portugees: Parque Nacional do Quiçama) is een nationaal park in het noordwesten van Angola. Het is het enige functionerende nationale park in heel Angola, de andere zijn in verval geraakt door de Angolese Burgeroorlog.
De Portugese naam Quiçama wordt in het Nederlands, Engels en andere talen gespeld als Kissama, Kisama of Quicama. De spelling Kissama in het Nederlands komt het dichtst bij de fonetische Portugese spelling.

## Geografie
Het park ligt ongeveer 70 km van Luanda, de Angolese hoofdstad. Het park beslaat 3 miljoen hectare (12.000 km²), meer dan twee keer zo groot als de Amerikaanse staat Rhode Island.
Het park wordt in het westen begrensd door 120 km kust van de Atlantische Oceaan. De Cuanza vormt de noordelijke grens, terwijl de Longa de zuidelijke grens vormt.

## Geschiedenis
Het huidige Nationaal park Kissama werd in 1938 opgericht als wildreservaat. In januari 1957 werd het door het Portugese bestuur van Portugees Angola uitgeroepen tot nationaal park.
Het park was ooit de thuisbasis van een overvloed aan groot wild zoals olifanten en reuzensabelantilopen, maar na grootschalige stroperij tijdens 25 jaar burgeroorlog werd de dierenpopulatie vrijwel uitgeroeid.
In 2001 startte de Kissama Foundation, een groep Angolezen en Zuid-Afrikanen, 'Operatie Ark van Noach' om dieren, vooral olifanten, te transporteren vanuit buurlanden Botswana en Zuid-Afrika. Deze dieren, die afkomstig waren uit overbevolkte parken in hun thuislanden, pasten zich goed aan de verhuizing aan.
Sinds 2005 wordt het beschermde gebied en de omgeving beschouwd als een Lion Conservation Unit.

## Important Bird Area
Het park is aangewezen als Important Bird Area door BirdLife International vanwege het belang voor significante populaties van Grants frankolijn, kleine flamingo, Kaapse jan-van-gent, damarastern, bruinoorspecht, Angolalelvliegenvanger, geelkeelnicator, groene krombek, Angolagraszanger, roodstaartblada, geelnekbuulbuul, Angolaloofbuulbuul, boswaaierstaart, karmeliethoningzuiger, goudrugwever en donkerrode amarant.